# XXII Premis Iris
Els XXII Premis Iris foren entregats per l'Acadèmia de les Ciències i les Arts de Televisió d'Espanya el 27 de novembre de 2020. La llista de finalista fou donada a conèixer el 26 d'octubre de 2020 entre gairebé 500 candidats. Donada la complexa situació provocada per la pandèmia de covid-19, l'Acadèmia va anunciar que els premis es lliurarien conjuntament amb els de l'edició XXIII en l'últim trimestre del 2021.

## Nominats i guanyadors
| Millor Programa - La isla de las tentaciones (Telecinco) - El hormiguero (Antena 3) - Viaje al centro de la tele (La 1) - Late motiv (#0) - Radio Gaga (#0) - La voz Kids (Espanya) (Antena 3) | Millor Ficció - La casa de papel (Netflix) - Merlí: Sapere aude (Movistar+) - El ministerio del tiempo (La 1) - Promesas de arena (La 1) - La valla (Antena 3) - Amar es para siempre (Antena 3) |
| Millor Programa Informatiu - Al rojo vivo (LaSexta) - Telediario (La 1) - En portada (La 2) - Antena 3 Noticias 1 (Antena 3) - Lo de Évole especial COVID (LaSexta) - Antena 3 Noticias 2 (Antena 3) | Millor Programa Infantil - Aprendemos en casa (Clan) - Mon Marker (TV3) - Mya&Go (TV3, Clan) - Pumpkin Reports (TV3, Clan) - Jaja Show (Disney Channel) - Cleo y Cuquín (Clan) |
| Millor Actor - Javier Cámara — Vamos Juan com Juan Carrasco (TNT España) - Jaime Blanch — El ministerio del tiempo com Salvador Martí/Salvador Roa (La 1) - Javier Veiga — Pequeñas coincidencias com Javier "Javi" Rubirosa (Atresmedia Studio & Amazon Prime) - Miguel Ángel Tirado — El último Show com Miguel Ángel Tirado (Aragón TV, HBO, Canal Sur, TV3, Televisión del Principado de Asturias & TV Canarias) - Quim Gutiérrez — El Vecino com Javier (Netflix) - Salva Reina — Malaka com Darío Arjona "Gato" (La 1) | Millor Actriu - Najwa Nimri — Vis a Vis: El Oasis com Zulema Zahir (Fox) - Blanca Portillo — Promesas de arena com Julia (La 1) - Nathalie Poza — La unidad com Carla Torres (Movistar+) - Ángela Molina — La valla com Emilia Noval (Antena 3) - Anna Castillo — La línea invisible com Txiki (Movistar+) - Emma Suárez — Néboa com Teniente Mónica Ortiz (La 1)                                                                                         |
| Millor Direcció - Late motiv — Andreu Buenafuente (#0) - La unidad — Dani de la Torre (Movistar+) - ETA, el final del silencio — Jon Sistiaga (Movistar+) - This is Art — Ramón Gener (La 2) - Veneno — Javier Calvo Guirao i Javier Ambrossi (Atresplayer Premium) - El hormiguero — Pablo Motos i Jorge Salvador (Antena 3) | Millor Guió - Late motiv — equip de guió (#0) - El ministerio del tiempo — Equip de Guió (La 1) - Merlí: Sapere aude — Héctor Lozano (Movistar+) - This is Art — Ramon Gener, Gemma Sanz, Quirze Arenas, Anna Llarch i Piti Español (La 2) - La casa de papel — Álex Espina i Javier Gómez Santander (Netflix) - El último Show — A. Rodrigo, S. Alquézar i E. Lojo (Aragón TV, HBO, Canal Sur, TV3, Televisión del Principado de Asturias & TV Canarias) |
| Millor Presentador/a d'Informatius - Carlos Franganillo — Telediario (La 1) - Helena Resano — La Sexta Noticias (LaSexta) - Sandra Golpe — Antena 3 Noticias (Antena 3) - Vicente Vallés — Antena 3 Noticias (Antena 3) - Iñaki Gabilondo — Volver a ser otros. El mundo después del Coronavirus (#0) - Susana Guasch — Noticias Vamos (Vamos de Movistar+) | Millor Presentador/a de Programes - David Broncano — La resistencia (#0) - Andreu Buenafuente — Late motiv (#0) - Jacob Petrus — Aquí la Tierra (La 1) - Cristina Pardo — Liarla Pardo (LaSexta) - Michael Robinson — Informe Robinson (Vamos de Movistar+) - Roberto Leal — Pasapalabra (Antena 3) |
| Millor Realització - La isla de las tentaciones — Vicente Peña i Nacho Calvo (Telecinco) - La Voz Kids — Álvaro Santamarina i Juanma Beautell (Antena 3) - El hormiguero — David Fernández Rivas (Antena 3) - Late motiv — Taida Martínez (#0) - This is Art — Joan Costa (La 2) - Mi casa es la tuya — Seli Martínez Domínguez (Telecinco) | Millor Producció - La casa de papel (Netflix) - El ministerio del tiempo (La 1) - Inés del alma mía (Amazon Prime) - MasterChef Celebrity (La 1) - La isla de las tentaciones (Telecinco) - El hormiguero (Antena 3) |
| Millor Programa Produït a Espanya per un Canal Temàtic - 091 Alerta Polícia (DMAX) - Control de carreteras (DMAX) - La primera vuelta al mundo (Historia) - El chiringuito de jugones (Mega) - Pongamos que hablo de Sabina (Atresplayer Premium) | |

### Premis Iris de la Crítica
- Veneno — Javier Calvo Guirao i Javier Ambrossi (Atresplayer Premium)[4]

### Premi a la Millor Direcció de Ficció Antonio Mercero
- Carlos Therón i Javier Ruiz Caldera per Mira lo que has hecho[5]

### Premi Iris de la Crítica
- Tabús de TV3, produït per El Terrat.